# Kurt Browning
Kurt Browning (ur. 18 czerwca 1966 w Rocky Mountain House) – kanadyjski łyżwiarz figurowy startujący w konkurencji solistów. Uczestnik igrzysk olimpijskich (1988, 1992, 1994), czterokrotny mistrz świata (1989–1991, 1993) oraz czterokrotnym mistrz Kanady (1989–1991, 1993). Zakończył karierę amatorską w 1994 roku i rozpoczął występy w profesjonalnych rewiach łyżwiarskich oraz pracę jako choreograf.
Jest pierwszym w historii łyżwiarzem figurowym, który wykonał na oficjalnych zawodach poczwórny skok. Browning wykonał poczwórnego toeloopa 25 marca 1988 roku na mistrzostwach świata w Budapeszcie.

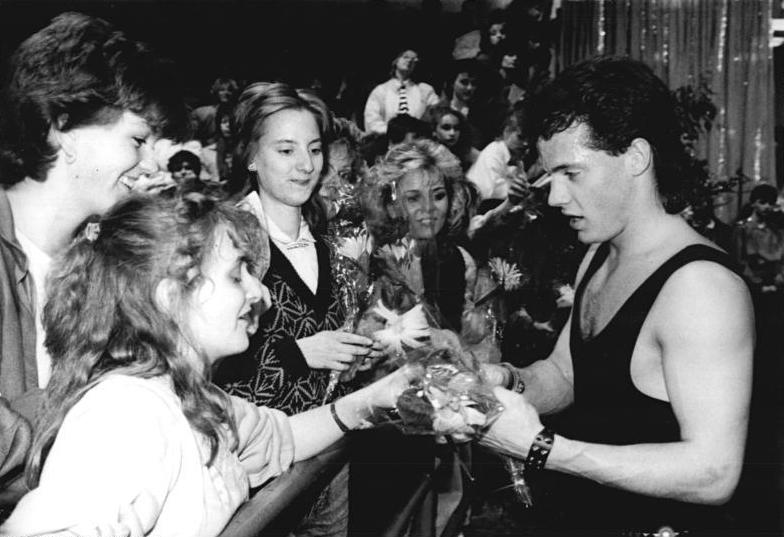
Kurt Browning (1989)

## Osiągnięcia
| Zawody                               | 82–83          | 83–84          | 84–85          | 85–86          | 86–87          | 87–88          | 88–89          | 89–90          | 90–91          | 91–92          | 92–93          | 93–94          |                |                |                |                |                |
| Międzynarodowe                       | Międzynarodowe | Międzynarodowe | Międzynarodowe | Międzynarodowe | Międzynarodowe | Międzynarodowe | Międzynarodowe | Międzynarodowe | Międzynarodowe | Międzynarodowe | Międzynarodowe | Międzynarodowe | Międzynarodowe | Międzynarodowe | Międzynarodowe | Międzynarodowe | Międzynarodowe |
| ------------------------------------ | -------------- | -------------- | -------------- | -------------- | -------------- | -------------- | -------------- | -------------- | -------------- | -------------- | -------------- | -------------- | -------------- | -------------- | -------------- | -------------- | -------------- |
| Igrzyska olimpijskie                 |                |                |                |                |                | 8              |                |                |                | 6              |                | 5              |                |                |                |                |                |
| Mistrzostwa świata                   |                |                |                |                | 15             | 6              | 1              | 1              | 1              | 2              | 1              |                |                |                |                |                |                |
| Nations Cup                          |                |                |                |                |                |                |                |                | 1              |                |                |                |                |                |                |                |                |
| NHK Trophy                           |                |                |                |                | 7              |                | 3              | 3              |                |                |                |                |                |                |                |                |                |
| Skate America                        |                |                |                | 8              |                |                |                | 3              |                |                |                |                |                |                |                |                |                |
| Skate Canada International           |                |                |                |                |                | 4              | 1              |                | 1              |                |                | 1              |                |                |                |                |                |
| Grand Prix International de Paris    |                |                |                |                |                |                |                |                |                | 1              |                |                |                |                |                |                |                |
| Nebelhorn Trophy                     |                |                |                | 3              |                |                |                |                |                |                |                |                |                |                |                |                |                |
| Grand Prix International St. Gervais |                |                |                | 2              | 2              |                |                |                |                |                |                |                |                |                |                |                |                |
| St. Ivel International               |                |                |                |                |                | 2              | 1              |                |                |                |                |                |                |                |                |                |                |
| Igrzyska dobrej woli                 |                |                |                |                |                |                |                |                | 1              |                |                |                |                |                |                |                |                |
| Krajowe                              |                |                |                |                |                |                |                |                |                |                |                |                |                |                |                |                |                |
| Mistrzostwa Kanady                   | 1 N            |                | 1 J            |                | 2              | 2              | 1              | 1              | 1              |                | 1              | 2              |                |                |                |                |                |

## Nagrody i odznaczenia
Do najważniejszych nagród i odznaczeń Browning należą m.in.:
- Medal Diamentowego Jubileuszu Królowej Elżbiety II – 2012[7]

- Światowa Galeria Sławy Łyżwiarstwa Figurowego – 2006[8]
- Canada’s Walk of Fame – 2001[7]
- Skate Canada Hall of Fame – 2000[9]
- Canada’s Sports Hall of Fame – 1994[7]
- Alberta Sports Hall of Fame – 1992[7]
- Najlepszy sportowiec Kanady – 1990[7]
- Najlepszy sportowiec Kanady – 1989[7]
- Order Kanady (III klasa – członek) – 1989[9]